# Hearts Grow
Hearts Grow byla japonská hudební skupina z Motobu, ležící v prefektuře Okinawa. Jejich první vydanou skladbou byla Grow!!, vydaná 16. října 2006. Největší úspěch tato skupina dosáhla po vydání prvního singlu Road 18. listopadu 2006. Jejich druhý singl Yura Yura byl vydán 6. prosince 2006. Tato píseň byla použita v kresleném seriálu Naruto.
Roku 2009 byla tato skupina rozpuštěna.

## Členové
| Jméno    | Instrument        | Datum narození  |
| -------- | ----------------- | --------------- |
| Haruna   | Zpěv              | 27. října 1986  |
| Chiaki   | Zpěv a klávesy    | 23. října 1986  |
| Natsumi  | Kytara            | 24. května 1986 |
| Shintarō | Kytara            | 15. února 1987  |
| Yūsuke   | Basa a druhý hlas | 17. února 1988  |
| Yūya     | Bubny             | 26. ledna 1987  |